# Пеонійська мова
Пеонійська мова (також: пейонська, пеонська, пайонська) — мертва мова племені пеонів (дав.-гр. Παι̃ονες), яка була поширеною в Пеонійському царстві, що існувало в 1 тис. до н. е. між Македонією і Фракією.

## Територія
Племена пеонійців, ще в епоху створення «Іліади» (VIII ст. до н. е.) мали в низов'ях Аксія вихід до Егейського моря, були до середини 1-го тисячоліття до н. е. відтіснені від нього консолідованими македонянами. Вони займали землі між Аксієм на заході і горою Мессапією (Μεσσάπιον, власне «Між-річкова») на сході, ймовірно, тотожною хребту Осоговска-Планина. На півдні межа їх розселення проходила нижче впадання в Аксій річок Ерігона (Црна) і Астіба (сучасна Брегальніца), на півночі — десь між пеонійской столицею Білазора (суч. Велес) і містом Скупі (нині Скоп'є, столиця Північної Македонії).

## Гіпотези про спорідненість
На думку низки давніх авторів, споріднена з фригійською мовою.
Сусідство пеонійців з бригами, як і їх спільне примикання з півночі до греко-македонського простору, зважаючи на концепцію тісного греко-вірмено-фригійського споріднення викликало сміливу гіпотезу про тотожність етнонімічної основи Παι — в Παίονες, Παιόπλαι, Παιτοι з основою самоназви вірмен hayk за типом дав.-гр. πατήρ: вірм. hayr «батько» (В. Георгієв, О. М. Трубачов), а в решті решт про тотожність ранніх пеонійців з правірменами (Л. О. Гіндін).
Лінгвістичні дані щодо цього не дуже визначені. Пеонійські глоси і топоніми не виявляють пересування проривних, але вказують на збереження індоєвропейського *о (правда, всі надійні приклади фіксують пеонійське [ö] в сусідстві з губними проривними, що обмежує доказовість цих свідчень):
- пеон. μόναπος «дикий бик, зубр» (за псевдоарістотелівським трактатом «Про дивовижні чутки», 1): санскр. manya «комір», давн.в-нім. mana «грива», давньоірл. muin «шия», валл. mwn «шия, комір»;
- пеон. Στοβοί — місто в гирлі Ерігона: прусськ. stabis «камінь», давньоскан. stapi «висока скеля»;
- гідронім Πόντος, Pontus суч. Струмиця < пра-і.є. *pontos або *pntos «шлях», давн.-інд. pantha- «шлях», слов. *pǫtь, лат. pons, -ntis «міст», грец. πάτος «стежка», πόντος «море», вірм. hun у двох значеннях «русло» і «переправа».
- Менш імовірне зближення пеон. Πόντος з і.-є. *ponktos «болото, волога», давн.-інд. paŋka"болото", давн-англ., давн.в-нім. mana «вологий» (за В.Дурідановим).

З точки зору гіпотези про пеонійців-правірмен цікавий гідронім Ερίγων (сучасна річка Црна, тобто «Чорна»): ця назва для «Чорної річки» утворює чітку ізоглосу з грец. ἔρεβος «морок», вірм. erek «сутінки» < і.-е. *eregwo-: протеза е- відрізняє ці утворення від позбавлених її давн.-інд. rājas «морок», rajanī «ніч», гот. riqis «темрява». Усередині ж виявлюваної ізоглоси пеон.(?) Ερίγων з його делабіалізацією і.-е. *gw стоїть ближче до сатемного вірм. erek, ніж до прототипу грец. ἔρεβος. Крім того, якщо пеон. Πόντος справді відбиває і.-е. *ponto-, можна говорити про ізоглосу з вірм. hun «русло річки», яка виділила б пеонійське і вірменське слововживання серед усіх рефлексів даної основи.
Що ж стосується племені пайтів на Гебрі, то назва головної притоки Гебра Ергіна (Εργῖνος, суч. Ергене) явно співвідноситься з позначенням пеонійсько-бригійського Ерігона. Не менш очевидна ідентичність гідроніма Ἄξιος в Пеонії тотожній за формою назвою річки в Подунав'ї (Мала Скіфія), суч. Чорнавода, далі спорідненого ексклюзивному загальноіран. axšaina «чорний, темний», звідки і грец. Πόντος Ἄξεινος «Чорне море». Ці відповідності проливають світло на шляхи давніх міграцій і, можливо, виявляють сусідство предків пеонійців з ранньоіранськими племенами. Згадка Арріана про проживання пайтів на якійсь «Чорній ріці» (грецькою Μέλας ποταμός) цілком корелює зі внутрішньою формою назв Ергіна з Еригоном, а також Аксія-Вардара (про останню назву див. Дарданська мова). Мабуть, грецька назва річки Мелас є калькою з місцевого (пайтійського?) гідроніма — назви для «чорної річки», «чорної води». Можна думати, що етноси з назвами від основи Παι- принесли з собою специфічні для них найменування «чорної води» (одне з цих позначень, можливо, запозичене в праіранців), що з'являються в тих районах Північних Балкан, де ці племена осідають.
Можна вказати на деякі пеонійські форми з хорошими давньоєвропейськими паралелями. Так, пеонійське прізвисько Діоніса Δύαλος (Hes.) пояснюється через давн-англ. dwelian «вводити в оману, морочити», dwala «морок, омана», давньоскан. dull «обман, ілюзія», «зарозумілість», гот. dwals «дурний», давньоірл. dall «сліпий» — пеонійці позначали Діоніса як бога чарівливого, що наводить екстатичні ілюзії. Показово істотний інший семантичний розвиток тієї ж основи в грец. θολερός «імлистий, мутний, брудний», θόλος «чорнило» (<*dhwolo-), давн.-інд. dhāli «пил». Ім'я пеонійського царя Αυδολέων (на монетах Αυδωλέων), урочистий розширений варіант до простого Λέων «Лев», споріднене з іллірійськими іменами Audarus, Audata, Audenta (проте в іллірійців не видно антропонімічних композитів з цією основою), а далі гот. audags «блаженний», audahafts «щасливий», давньоскан. audr «багатство», давн-англ. wad «багатство, щастя».
Надзвичайно давній індоєвропейський термін бачимо в основі пеонійського етноніма Λαιαιοι, порівнянного з хет . laiya «військовий похід», грец. λαός «народ», «військо», дор. λαία, аттич. λεία, іон. ληίη «військова здобич», мік. ra-wi-ja-ja (= lāwiyayā) термін для жінок-полонянок, захоплених як здобич.
Що стосується ареальних зв'язків пеонійської в галузі фонетики, цікавим є царське ім'я Λύκκεος (на монетах), у грецьких написах передане як Λύππειος. Це дублювання найлегше пояснити, якщо бачити в другому варіанті давньомакедонську форму того ж «вовчого» імені (*Lukweio-). Передання і.-е. *-kw- через пеонійське -kk- знаходить паралелі в іллірійських рефлексах і.-е. *-kw-, -k'w- за особовими іменами Liccaius <*wleikwa «волога» і Ecco <*ek'wo- «кінь». Показово, однак, що в іллірійській індоєвропейський термін для «вовка» (*wḷkwo-) відбивається інакше, як показують топоніми Ulcinium, Ulcisia castra, так що має йтися не про іллірійський елемент у пеонійців, а про ілліро-пеонійську фонетичну ізоглосу. Сучасна назва міста Штип у Північній Македонії (<Ãστιβος) на крайньому півдні Пеонії, попри подібний фонетичний розвиток в албанській (пор. алб. shteg «стежка» при гот. staiga «дорога», дав.-гр. στοιχος «ряд, низка» тощо) не слід розглядати неодмінно як стародавній албанізм (є підстави думати, що ранньоалбанський ареал міг локалізуватися дещо північніше, пор. дарданську мову), але, можливо, як відбиття звукового розвитку, що в якусь епоху зблизив цей простір з ранньо-албанським.